# The Boston News-Letter
The Boston News-Letter byly noviny vydávané v Britské Severní Americe, jedné z kolonií britského impéria po ukončení americké války za nezávislost, v letech 1704 až 1776. Noviny byly vydávány v týdenní periodicitě a byly silně kontrolovány britskou vládou, taktéž měly omezený náklad. Tisk ukončily po britské evakuaci Bostonu v roce 1776. Obsah byl primárně o politice v Britském impériu, konkrétně v Londýně a o evropské, zvláště válečné situaci.

## Různé názvy
- The Boston news-letter. 24. dubna 1704 – 29. prosince 1726.
- The Weekly news-letter. 5. ledna 1727 – 29. října 1730.
- The Boston weekly news-letter. 5. listopadu 1730 – 25. srpna 1757.
- The Boston news-letter. 1. září, 1757 – 18. března 1762.
- The Boston news-letter, and New-England chronicle. 25. března 1762 – 31. března 1763.
- The Massachusetts gazette. And Boston news-letter. 7. dubna 1763 – 19. května 1768.
- Boston weekly news-letter. 26. května 1768 – 21. září 1769.
- The Massachusetts gazette; and the Boston weekly news-letter. 28. září 1769 – 29. únor 1776.